# آلبرت بال
آلبرت بال (انگلیسی: Albert Ball؛ ‏۱۴ اوت ۱۸۹۶ – ۷ مهٔ ۱۹۱۷) یک فرد نظامی اهل انگلستان بود.